# Anticlea beduina
Anticlea beduina es una especie de polilla perteneciente a la familia Geometridae. La especie fue descrita por primera vez por Emilio Turati habiendo sido descrita en 1930, con distribución en Libia. El holotipo de la especie fue descrita en el sector Ayn Marrah, región de Cirenaica.